# Aegolipton gahani
Aegolipton gahani är en skalbaggsart som först beskrevs av Auguste Lameere 1909.  Aegolipton gahani ingår i släktet Aegolipton och familjen långhorningar. Inga underarter finns listade i Catalogue of Life.